# Gran Teatre del Liceu
Gran Teatre del Liceu, poznat i kao Liceu (španj. Liceo), operna kuća u Barceloni, smještena na šetnici La Rambli. Tijekom svoje burne povijesti, u kojoj je pretrpio veliki požar, bombardiranje i nekoliko obnova, u Liceu je izvedeno preko dvije stotine opernih praizvedbi, što europskih i svjetskih, što španjolskih i katalonskih skladatelja.
U sklopu operne kuće djeluje konzervatorij (osnovan 1837.) i galerija Círculo del Liceo u kojem su izložene slike, kipovi, rezbarije i druga likovna umjetnička ostvarenja brojnih katalonskih umjetnika te secesijska djela međunarodnih umjetnika. Radnja nekoliko romana i filmova djelomično je ili u potpunosti smještena u Liceu.

## Vanjske poveznice
- Službene stranice (engl.) (šp.)